# Sakframställan
En sakframställan eller sakframställning är den del av en huvudförhandling vid rättegång i brottmål där åklagaren beskriver resultatet av förundersökningen. Sakframställningen följs av förhör.